# Fredy González
Freddy Excelino González Martínez (nascido em 18 de junho de 1975), também conhecido como Fredy González, é um ciclista colombiano. Representou seu país, Colômbia, no ciclismo nos Jogos Olímpicos de Verão de 2000.